# Aïn Kechra
Ain Kechra là một đô thị thuộc tỉnh Skikda, Algérie. Dân số thời điểm năm 2002 là 21.968 người.